# تیم پارنل
رجینالد هارولد هسلام «تیم» پارنل (انگلیسی: Reginald Harold Haslam "Tim" Parnell؛ زادهٔ ۲۵ ژوئن ۱۹۳۲ در داربی، داربی‌شر، درگذشتهٔ ۵ آوریل ۲۰۱۷) رانندهٔ مسابقات اتومبیل‌رانی فرمول یک اهل بریتانیا بود که در فصل‌های ۱۹۵۹، ۱۹۶۱ و ۱۹۶۳ در مجموع در چهار گراند پری شرکت کرد، اما موفق به کسب هیچ امتیازی نشد.
پارنل در ۵ آوریل ۲۰۱۷ درگذشت.